# Музяк
Музяк (баш. Мүзәк) — село в Краснокамском районе Республики Башкортостан Российской Федерации. Административный центр Музяковского сельсовета.

## География

### Географическое положение
Расстояние до:
- районного центра (Николо-Берёзовка): 21 км,
- ближайшей ж/д станции (Амзя): 6 км.

## Население
| 2002 | 2009 | 2010 |
| ---- | ---- | ---- |
| 494  | ↗570 | ↘544 |

Национальный состав
Согласно переписи 2002 года, преобладающая национальность — марийцы (58 %).